# ミッドランド・エアパーク
ミッドランド・エアパーク（Midland Airpark、(IATA: MDD, ICAO: KMDD, FAA LID: MDD)）は、アメリカ合衆国テキサス州ミッドランド郡の都市ミッドランドの北、3マイル（およそ5km）に位置する公共用の空港。この空港は、連邦航空局 (Federal Aviation Administration, FAA) の2019年–2023年版国家空港総合整備計画には、ゼネラル・アビエーション（一般航空）用の施設として組み込まれている。

## 施設
ミッドランド・エアパークは、敷地面積 816エーカー (330 ha)、海抜標高 2,803フィート (854 m) である。アスファルト舗装の滑走路が2本あり、7/25 滑走路は 1,531 x 23m（5,022 x 75 フィート）、16/34 滑走路は 1,212 x 23 m（3,977 x 75 フィート）である
2008年8月13日までの1年間において、飛行機の発着総数は 28,110件、1日平均 77件であり、その 93%はゼネラル・アビエーション、7％がエアタクシーで、軍用は 1％未満であった。この時点で、この空港を本拠地とする航空機は 90機あり、その81,1%が単発機で、13.3%が双発以上の多発機、2.2%がジェット機、3.3%がヘリコプターであった。